# ورم أصفر سكري المنشأ
ورم أصفر سكَّري المنشأ هي حالةٌ جلدية قد تؤدي في الشباب إلى عدم الاستجابة للإنسولين.:534